# Црга, Иржи
Иржи Црга (чеш. Jiří Crha; род. 13 апреля 1950, Пардубице) — чехословацкий хоккеист, вратарь.
Воспитанник пардубицкого хоккейного клуба «Тесла». В 1969—1971 годах проходил военную службу в йиглавской «Дукле», дважды выиграв чемпионат Чехословакии (1970, 1971). Вернулся в «Теслу», где выступал до 1979 года, выиграв чемпионат Чехословакии 1973 года, а также серебряные (1975, 1976) и бронзовые (1974) медали национального первенства.
Затем уехал за океан, 4 февраля 1980 года подписал контракт с клубом НХЛ «Торонто Мейпл Лифс», выступал за него в сезонах 1979/80 и 1980/81 (итого 74 матча с учётом плей-офф). Црга стал первым чешским вратарём в НХЛ. Также играл в Северной Америке за команды «Нью-Брансуик Хокс» / «Сент-Катаринс Сейнтс» (АХЛ) и «Цинциннати Тайгерс» (ЦХЛ). В сезоне 1983/84 — в команде Второй Бундеслиги «Байройт»; в сезонах 1985/86 — 1993/94 — во «Фрайбурге» (Вторая Бундеслига; 1988—1993 — Бундеслига; Региональная лига). ХК «Фрайбург» вывел из обращения номер 1, под которым за него выступал Црга.
В составе юниорской сборной Чехословакии участник двух чемпионатов Европы, чемпион (1968) и бронзовый призёр (1969), на обоих турнирах был признан лучшим вратарём.
Выступал за национальную сборную Чехословакии, как правило будучи вторым вратарём после Иржи Голечека; участник Олимпийских игр 1976 года в Инсбруке (серебряный призёр) и четырёх чемпионатов мира (серебряный призёр — 1974, 1975, 1978, бронзовый — 1973); итого за сборную — 55 матчей.
По завершении игровой карьеры — хоккейный агент, сотрудничающий с International Management Group (IMG).